# Xàpotxka
Xàpotxka (en rus: Ша́почка) és un poble de l'óblast de Briansk, a Rússia, que en el cens del 2010 tenia 57 habitants, pertany al districte d'Unetxa.